# 克洛弗波特 (肯塔基州)
克洛弗波特（英語：Cloverport），是美国肯塔基州的一座城市。面积约为3.9平方公里（1.5平方英里）。根据2010年美国人口普查，该市的人口为1,152人。